# Мармарай
Мармарай (тур. Marmaray от Marmara — Мраморное море и ray — рельс) — система пригородных железнодорожных пассажирских перевозок Стамбула, соединяющая европейскую и азиатскую части города через подводный железнодорожный тоннель «Мармарай» под проливом Босфор, от станции Халкали до станции Гебзе. Самый глубокий участок тоннеля «Мармарай» находится в 60 метрах от поверхности залива. Предполагалось, что по завершении строительства туннель под Босфором будет самым глубоким подводным погружным тоннелем. По общей глубине залегания Мармарай является вторым в мире после японского тоннеля Сэйкан.
Строительство тоннеля началось в 2004 году и обошлось в 3,5 млрд долларов. С учётом подъездных путей, соединения с сетью существующих автодорог и инфраструктуры стоимость проекта составила 5 млрд долларов.
Движение поездов через тоннель «Мармарай» протяжённостью 13,6 км (включая 1,4 км непосредственно под водой) началось 29 октября 2013 года.

## Проект
Впервые идею строительства тоннеля выдвинул в XIX веке султан Османской империи Абдул-Меджид. Был предложен проект из металла, позже появлялись и другие разработки, однако их осуществление упиралось в технические и финансовые трудности. Реальные очертания проект принял только в начале XXI века.

## Строительство
Строительство тоннеля началось в 2004 году японско-турецким консорциумом, финансирование осуществлялось Японским банком международного сотрудничества (JBIC) и Европейским инвестиционным банком (EIB).
Проект предполагал строительство 13,6 км тоннеля для пересечения Босфора и реконструкцию 63 км пригородных путей с целью создания 76,3 км железной дороги высокой пропускной способности, соединяющей Гебзе (Gebze) и Халкалы (Halkalı). С вводом в строй тоннеля предполагалось, что пригородными линиями будут пользоваться 1,5 млн человек в сутки.
Сам Босфор пересечён сейсмоустойчивым погружным тоннелем, состоящим из 11 секций, каждая длиной 130 метров и весом до 18 000 тонн. Секции установлены на глубине 60 метров ниже уровня моря: 55 метров воды и 4,6 метра грунта. Въезд в тоннель расположен в Казлычешме (Kazlıçeşme) на европейском берегу и Айрылыкчешме (Ayrılıkçeşme) на азиатском.
Новые подземные станции построены в Еникапы (Yenikapı), Сиркеджи (Sirkeci) и Ускударе (Üsküdar). Всего 37 наземных станций вдоль железнодорожной линии были реконструированы или отреставрированы. Станция в Еникапы соединена с линией метро и линией лёгкого метро. Реконструкция пригородной железной дороги предусматривает строительство параллельного третьего пути, что позволит увеличить пропускную способность до 75 000 пассажиров в час в каждом направлении. Также модернизирована система сигнализации и автоблокировки для сокращения интервалов между поездами до двух минут. Планируемое время поездки из Гебзе в Халкалы составит 104 минуты.
Проходка тоннеля была завершена 23 сентября 2008 года, а официальная церемония завершения строительства состоялась 13 октября. 29 октября 2013 года тоннель был открыт для движения и по нему прошёл первый поезд.

## Стоимость проезда
По состоянию на январь 2022 года стоимость проезда по Istanbul Card составляла от 5,48 до 12,12 лир в зависимости от количества пройденных станций. Стоимость проезда в 2024 году составляла 39,9 лир.

## Планы
В феврале 2010 года газета «Railway Gazette International» сообщила о том, что руководство проекта нанимало консультантов для изучения возможностей тоннеля в сфере грузовых перевозок.
В период строительства, к завершению проекта прогнозировалось увеличение доли железнодорожного транспорта в транспортной системе Стамбула с 3,6 % до 27,7 %, тем самым это позволяло Стамбулу занять третье место по данному показателю после Токио (60 %) и Нью-Йорка (31 %).
Ожидается, что в будущем тоннель станет частью трансконтинентального железнодорожного маршрута от Великобритании до Южной Кореи, будет способствовать развитию торговли между Западной Европой и Азией, снизит нагрузку на два существующих моста через Босфор.

## Инциденты
В первые же сутки работы в тоннеле произошло отключение электричества, и пассажирам остановившегося поезда пришлось выбираться из тоннеля самостоятельно. Вскоре неполадки были устранены, и движение поездов возобновилось.